# Uilson
Pour l’article ayant un titre homophone, voir Wilson.
Uilson Pedruzzi de Oliveira, né le 28 avril 1994 à Nanuque (Brésil), est un footballeur brésilien. Il évolue au poste de gardien de but. 

## Carrière
- 2014-201. : Atlético Mineiro ( Brésil)

## Palmarès

### En club
- Atlético Mineiro
  - Vainqueur de la Coupe du Brésil de football en 2014

### En sélection
- Brésil Olympique
  - Vainqueur : Jeux olympiques d'été de 2016